# Sobralia ciliata
Sobralia ciliata är en orkidéart som först beskrevs av Karel Presl, och fick sitt nu gällande namn av Charles Schweinfurth och Ernesto Foldats. Sobralia ciliata ingår i släktet Sobralia och familjen orkidéer. Inga underarter finns listade i Catalogue of Life.